# Ковалинское сельское поселение (Чувашия)
Ковали́нское се́льское поселе́ние — муниципальное образование в составе Урмарского района Чувашской Республики. Административный центр — село Ковали. На территории поселения находятся 5 населённых пунктов.
Образовано 1 января 2006 года. До 1991 года называлось Ковалинский сельский совет. С 1991 по 2005 год — Ковалинская сельская администрация.

## Географические данные
Поселение находится в пределах Чувашского плато у истока реки Аря.

Поселение граничит: на севере — с землями Староурмарского сельского поселения и Козловского муниципального района Чувашии, на северо-востоке и востоке — с землями Козловского района Чувашии и Зеленодольского района Республики Татарстан, на юге — с землями Кудеснерского сельского поселения и Республики Татарстан, на западе — с землями Кудеснерского и Староурмарского сельских поселений, Козловского района Чувашии.

### Климат
Климат сельского поселения континентальный, с теплым, иногда жарким летом и умеренно холодной, продолжительной, снежной зимой.
Среднегодовая температура воздуха равна 3˚С. В годовом ходе среднемесячная температура изменяется от –13˚ в январе до +18,7˚ в июле. Абсолютные значения температур равны – 42˚ и +37˚. Продолжительность безморозного периода в среднем составляет 143 дня, со второй декады мая до конца третьей декады сентября. Устойчивые морозы наступают в середине ноября и держатся в среднем 120 дней до второй декады марта.
Теплая сухая погода устанавливается обычно в мае. Для летних месяцев (июнь — август) характерна устойчивая теплая погода, временами жаркая и сухая. 
Территория поселения относится к зоне достаточного увлажнения. Среднегодовая относительная влажность воздуха составляет 77 %, максимальная влажность — до 88 % отмечается в холодный период года. В летний период возможно снижение влажности до 30 % (около 25 дней, приходящихся в основном на май — июнь).
В среднем за год выпадает около 490 мм осадков с максимумом в теплый период — порядка 340 мм. Летом преобладают ливневые осадки, а зимой — обложные малой интенсивности. Однако могут быть значительные отклонения по годам и в ту, и в другую сторону.

### Геологические особенности
Рельеф представлен холмистым плато, в основном покрытый лиственными лесами, расчленённый многочисленными оврагами на ряд пологих увалов и отдельных возвышенностей. Длина оврагов изменяется от 100—200 м до 2—3,5 км, глубина — от 1 до 100 м. На территории поселения имеются месторождения кирпичных суглинков и глин.

## Состав поселения
Сельское поселение образуют населённые пункты:
| Название        | Тип населённого пункта       | Население |
| --------------- | ---------------------------- | --------- |
| Ковали          | Село, административный центр | ↘732      |
| Буинск          | Деревня                      | ↘96       |
| Систеби         | Деревня                      | ↘138      |
| Старое Муратово | Деревня                      | ↘249      |
| Чирш-Сирма      | Деревня                      | ↘98       |

## Население
| 2010  | 2012  | 2013  | 2014  | 2015  | 2016  | 2017  |
| ----- | ----- | ----- | ----- | ----- | ----- | ----- |
| 1304  | ↗1308 | ↗1343 | ↘1323 | ↘1313 | ↘1266 | ↘1227 |
| 2018  | 2019  | 2020  | 2021  |       |       |       |
| ↘1203 | ↘1170 | ↘1150 | ↘1100 |       |       |       |

По данным Всероссийской переписи населения 2002 года в населённых пунктах Ковалинского сельского совета проживали 1584 человека, численно преобладающая национальность — чуваши (93—98%).

## Инфраструктура
Социальная инфраструктура поселения включает следующие организации и объекты:
- Православная церковь Архангела Михаила (село Ковали);
- Ковалинская основная общеобразовательная школа;
- Дошкольная разновозрастная группа «Çăлкуç»;
- Музей;
- Центральный сельский дом культуры;
- Сельская библиотека — филиал Урмарской ЦБС;
- Филиал отделения Сбербанка России;
- Фельдшерско-акушерские пункты;
- Отделение почтовой связи;
- Стадион;
- Сельский дом культуры в д. Систеби;
- Начальная  школа в д. Систеби;
- Чиршсирминский фельдшерский пункт;
- Сельская библиотека в д. Чиршсирма.

## Экономика
На территории поселения расположены 7 магазинов, филиал Сбербанка. Все населённые пункты поселения газифицированы и соединены дорогами с асфальтобетонным покрытием. Готовится проектно-сметная документация по асфальтированию улиц населенных пунктов и обеспечению населения чистой водой.